# 岑特拉利内 (卢甘斯克州)
岑特拉利內是位於烏克蘭東部的鎮，由盧甘斯克州阿尔切夫斯克区的阿爾切夫斯克市鎮負責管轄。
該鎮始建於1928年，2011年人口為847人，自2014年起由卢甘斯克人民共和国實際控制。

## 人口統計
根據 2001年烏克蘭人口普查，鎮民人口為1032人，他們的母語分配如下：
- 乌克兰语：45.5%
- 俄语：53.6%
- 其他：0.9%